# Omišalj
Omišalj (italienska: Castelmuschio, tyska: Moschau) är en kommun och turistort i Kroatien. Kommunen har 2 987 invånare (2011) varav 1 871 invånare bor i tätorten. Kommunen ligger på den norra delen av ön Krk och hör till Primorje-Gorski kotars län.

## Demografi och samhällen
Till kommunen räknas samhällena Omišalj (1 871 invånare) och Njivice (1 109 invånare).

## Transport och kommunikationer
I kommunen ligger Rijekas internationella flygplats och Krk-bron förbinder kommunen med det kroatiska fastlandet. 

## Näringsliv
I kommunen ligger Rijekas hamns oljedepå samt LNG-terminalen LNG Hrvatska. Kroatiska myndigheter planerar även för att etablera en LNG-terminal i kommunen.
Turismen utgör en viktig näringsgren. Både Omišalj och Njivice är turistorter som erbjuder olika turistfaciliteter. Den moderna organiserade turismen bär sina anor från slutet av 1800-talet då Omišalj även besöktes av den österrikisk-ungerska aristokratin.

### Fotnoter
1. 1 2 3  ”Census of Population, Households and Dwellings 2011, First Results by Settlements” (på engelska och kroatiska) ( PDF). Kroatiska statistiska centralbyrån. Arkiverad från originalet den 19 augusti 2014. https://web.archive.org/web/20140819030849/http://www.dzs.hr/Hrv_Eng/publication/2011/SI-1441.pdf. Läst 31 oktober 2013.
2. ↑  Omisalj.hr Arkiverad 22 februari 2014 hämtat från the Wayback Machine. - Kommunen Omišaljs officiella webbplats (kroatiska)
3. ↑  Dioki.hr Arkiverad 2 maj 2011 hämtat från the Wayback Machine. (engelska)
4. ↑  Mojarijeka.hr Arkiverad 31 mars 2015 hämtat från the Wayback Machine. (kroatiska)
5. ↑  Croatia.hr
6. ↑  Omisalj.hr Arkiverad 22 februari 2014 hämtat från the Wayback Machine. (kroatiska)